# Доходный дом и частная лечебница Б. М. Кальмейера
Доходный дом и частная лечебница Б. М. Кальмейера — памятник архитектуры. Расположен в Петроградском районе Санкт-Петербурга, современный адрес дома — Большой проспект Петроградской стороны, 100.
Здание построено А. Ф. Нидермейером в 1911—1912 годах, у него двухъярусная ордерная композиция (по другому описанию, ярусов три: застеклённая аркада и колоннада, пилястры по трём средним этажам с разорванными сандриками и скульптурными рельефами и аттиковый этаж).